# Eborico

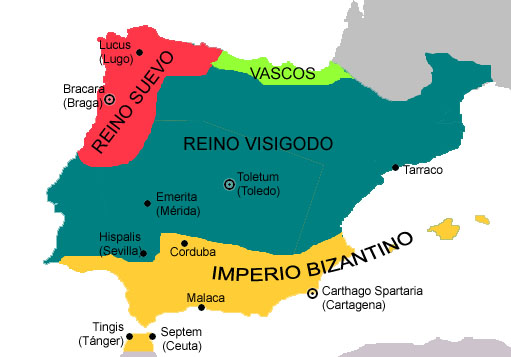
Mapa de la división de la península ibérica en tiempos de Eborico

Eborico o Eurico (¿? - 584) fue rey de los suevos de la Gallaecia (583-584).

## Biografía
Sucedió en el trono a su padre Miro tras su muerte en 583. Se vio obligado a reconocer a los visigodos como superiores, lo que provocó la sublevación de la aristocracia y el destronamiento del monarca. Fue confinado en un monasterio por Andeca, el cual se casó por la fuerza con la viuda de Miro, y madre de Eborico, y se proclamó rey.